# Southern Methodist University
Southern Methodist University (SMU) – amerykańska uczelnia prywatna z siedzibą w University Park w stanie Teksas. Została założona w 1911 roku. Należy do Zjednoczonego Kościoła Metodystycznego.
W 2020 roku uczelnia miała 12 373 studentów, oraz przyznała ponad 3827 stopni, w tym 315 doktoranckich, 1659 magisterskich i 1853 licencjackich.